# 도상록
도상록(都相祿, 1903년 10월 13일 - 1990년 2월 13일)은 조선민주주의인민공화국의 물리학자이다. 2000년 대한민국 통일부 보고서는, 그를 ‘북한의 핵 과학 아버지’에 근접한 인물로 묘사했다.
1903년 함경남도 함흥에서 태어나, 일본에서 물리학을 공부했다. 귀국 후 개성의 송도고등보통학교 교사, 만주의 신경공업대학 교수를 했다. 해방 직후, 경성제국대학을 경성대학으로 바꾸는 데에 참여하여, 이공학부장을 지냈으나, 미군정 반대 투쟁을 하다가 해임됐다.
1946년 5월 월북하여, 김일성종합대학 물리수학부장을 맡았다. 1950년대에 과학원 설립을 추진하였고, 핵물리학 연구를 했다.
1973년 10월 김일성 훈장, 1986년 인민과학자 칭호를 받았다. 애국렬사 칭호를 받아, 사후 애국렬사릉에 묻혔다.